# شالوم تیکوا
شالوم تیکوا (به انگلیسی: Shalom Tikva) مهاجم اهل اسرائیل است که از سال ۱۹۸۶ تا ۱۹۹۴ میلادی عضو تیم ملی فوتبال اسرائیل بوده و در ۲۳ بازی ملی حضور داشته است. شالوم تیکوا توانسته در بازی‌های ملی، ۶ گل به ثمر برساند.